# Подгора-при-Златем Полю
Подгора-при-Златем Полю (словен. Podgora pri Zlatem Polju) — поселення в общині Луковиця, Осреднєсловенський регіон, Словенія.
Висота над рівнем моря: 555,4 м.